# Corral de l'Ensenyat
El Corral de l'Ensenyat és un corral ramader del terme municipal de Tremp, a l'antic terme de Fígols de Tremp, al Pallars Jussà.
Està situat a la part oriental del territori de Prullans, al sud-est de Casa Ensenyat. Està situat al cim d'un turonet, que fa que destaqui en el seu entorn.